# Рамананда Васу
Рамана́нда Ва́су (IAST: Ramananda Vasu) — кришнаитский святой, живший в Бенгалии в конце XV — первой половине XVI века. Принадлежит к группе восьми кришнаитских святых ашта-махант (восьми великих преданных) — ближайших сподвижников основоположника традиции гаудия-вайшнавизма Чайтаньи Махапрабху.